# Luis Carlos Avellaneda
Luis Carlos Avellaneda Tarazona (Bogotá, 23 de junio de 1951) es un político colombiano, se desempeñó como senador de la República entre 2002 y 2014. Lidera el movimiento político Unidad Democrática y ha sido miembro fundador de los partidos políticos Polo Democrático Alternativo y Alianza Verde. Desde 2021 Avellaneda y su movimiento Unidad Democrática hacen parte de la coalición política Pacto Histórico, del cual Avellaneda ha sido coordinador nacional y uno de los colaboradores durante la campaña presidencial de Gustavo Petro.

## Congresista de Colombia
En las elecciones legislativas de Colombia de 2002, Avellaneda Tarazona fue elegido senador de la república de Colombia con un total de 48.939 votos. Posteriormente en las elecciones legislativas de Colombia de 2006 y 2010, Avellaneda Tarazona fue reelecto senador con un total de 40.274 y 47.815 votos respectivamente.

### Iniciativas
El legado legislativo de Luis Carlos Avellaneda Tarazona se identificó por su participación en las siguientes iniciativas desde el congreso:

- Declara el 18 de agosto como Día nacional de lucha contra la corrupción; fecha en la que se conmemora la ejemplar defensa que por los intereses del país realizó el doctor Luis Carlos Galán Sarmiento (Aprobado).[5]
- Prohibir el uso de incentivos económicos a los profesionales del sector salud y vinculados con EPS e IPS por parte de las empresas farmacéuticas, productoras, distribuidoras y comercializadoras de medicamentos (Aprobado).[6]
- Promovió que los docentes y directivos docentes que ejercen en los niveles de preescolar, básica y media, se les efectué un solo descuento para la prestación de los servicios de salud, es decir, evitar la doble cotización en salud por parte de los maestros (Aprobado).[7]
- Afianzar en la práctica el principio de igualdad entre los educadores y a desarrollar el principio jurídico según el cual a trabajo igual debe corresponder salario y prestaciones iguales (Objetado por el Presidente de la República).[8]
- Crear el Consejo Superior de Política Criminal y Penitenciaria (Archivado).[9]
- Desarrollar el derecho constitucional fundamental de igualdad, con el fin de promover las condiciones para que la igualdad sea real y efectiva (Retirado).[10]
- Expedir la Ley General de Pesca y Acuicultura.[11]
- Expedir el ordenamiento jurídico que permita adoptar el régimen ético-disciplinario aplicable a los miembros del Congreso de la República, por el comportamiento indecoroso, irregular o inmoral (Aprobado).[12]
- Dar reconocimiento al municipio de San Agustín como Distrito Especial Histórico, Biodiverso y Ecoturístico del departamento del Huila Colombia, por su famoso legado histórico arqueológico (Archivado).[13]
- Expedir un nuevo Código Penitenciario y Carcelario, para unificar la legislación existente y adecuarlo a la jurisprudencia constitucional (Aprobado).[14]

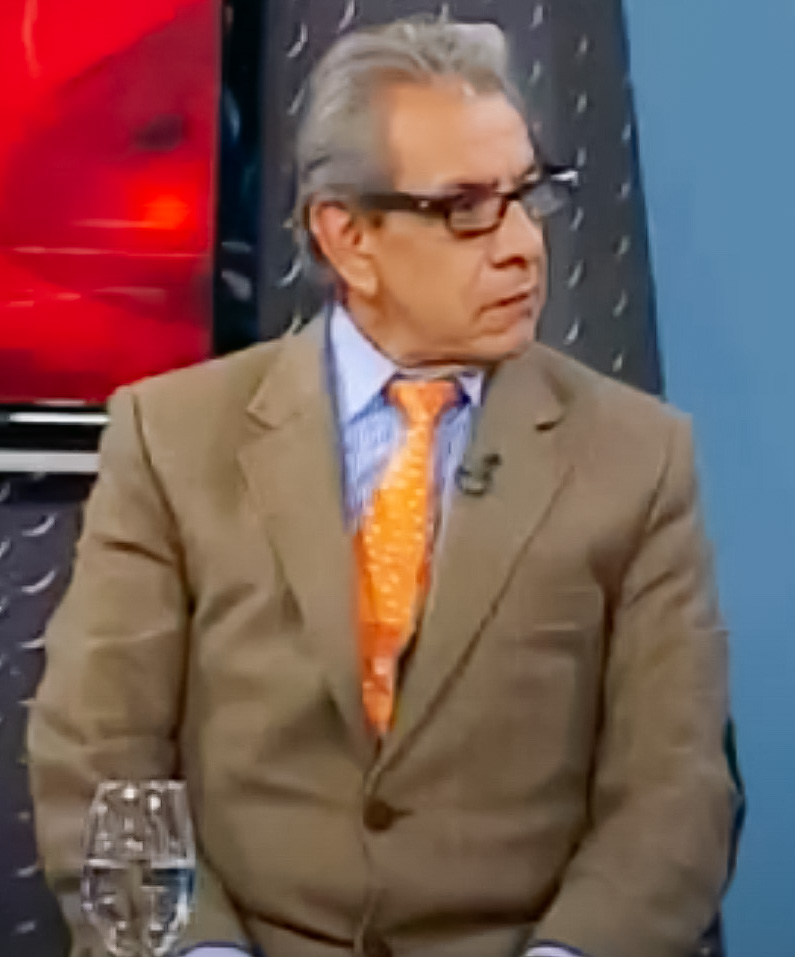
Luis Carlos Avellaneda en 2014.